# Leça da Palmeira
Leça da Palmeira é uma localidade do Município de Matosinhos que foi sede da extinta Freguesia de Leça da Palmeira, freguesia que tinha 5,97 km² de área, 18 502 habitantes (segundo o censo de 2011) e, por isso, uma densidade populacional de 3 099,2 hab/km². 
A Freguesia de Leça da Palmeira foi extinta em 2013, no âmbito de uma reforma administrativa nacional, tendo sido agregada à Freguesia de Matosinhos, para formar uma nova freguesia denominada União das Freguesias de Matosinhos e Leça da Palmeira com sede em Matosinhos.
Leça da Palmeira integra, em conjunto com a restante área urbana da Freguesia de Matosinhos, a cidade de Matosinhos. 

## População
| População da freguesia de Leça da Palmeira | População da freguesia de Leça da Palmeira | População da freguesia de Leça da Palmeira | População da freguesia de Leça da Palmeira | População da freguesia de Leça da Palmeira | População da freguesia de Leça da Palmeira | População da freguesia de Leça da Palmeira | População da freguesia de Leça da Palmeira | População da freguesia de Leça da Palmeira | População da freguesia de Leça da Palmeira | População da freguesia de Leça da Palmeira | População da freguesia de Leça da Palmeira | População da freguesia de Leça da Palmeira | População da freguesia de Leça da Palmeira | População da freguesia de Leça da Palmeira |
| ------------------------------------------ | ------------------------------------------ | ------------------------------------------ | ------------------------------------------ | ------------------------------------------ | ------------------------------------------ | ------------------------------------------ | ------------------------------------------ | ------------------------------------------ | ------------------------------------------ | ------------------------------------------ | ------------------------------------------ | ------------------------------------------ | ------------------------------------------ | ------------------------------------------ |
| 1864                                       | 1878                                       | 1890                                       | 1900                                       | 1911                                       | 1920                                       | 1930                                       | 1940                                       | 1950                                       | 1960                                       | 1970                                       | 1981                                       | 1991                                       | 2001                                       | 2011                                       |
| 1 967                                      | 2 301                                      | 2 964                                      | 3 517                                      | 4 618                                      | 5 374                                      | 6 612                                      | 8 421                                      | 10 240                                     | 12 890                                     | 13 108                                     | 15 214                                     | 15 605                                     | 17 215                                     | 18 502                                     |

| Distribuição da População por Grupos Etários | Distribuição da População por Grupos Etários | Distribuição da População por Grupos Etários | Distribuição da População por Grupos Etários | Distribuição da População por Grupos Etários | Distribuição da População por Grupos Etários | Distribuição da População por Grupos Etários | Distribuição da População por Grupos Etários | Distribuição da População por Grupos Etários | Distribuição da População por Grupos Etários |
| -------------------------------------------- | -------------------------------------------- | -------------------------------------------- | -------------------------------------------- | -------------------------------------------- | -------------------------------------------- | -------------------------------------------- | -------------------------------------------- | -------------------------------------------- | -------------------------------------------- |
| Ano                                          | 0-14 Anos                                    | 15-24 Anos                                   | 25-64 Anos                                   | > 65 Anos                                    |                                              | 0-14 Anos                                    | 15-24 Anos                                   | 25-64 Anos                                   | > 65 Anos                                    |
| 2001                                         | 2 693                                        | 2 351                                        | 9 908                                        | 2 263                                        |                                              | 15,6%                                        | 13,7%                                        | 57,6%                                        | 13,1%                                        |
| 2011                                         | 2 638                                        | 1 975                                        | 10 843                                       | 3 046                                        |                                              | 14,3%                                        | 10,7%                                        | 58,6%                                        | 16,5%                                        |

## Estrutura industrial e empresarial
É nesta freguesia que se localizam dois equipamentos de importância nacional: a Refinaria da Petrogal, a parte norte do Porto de Leixões, Marina de Leça e o recinto de feiras da Exponor.

## Cultura

### Desporto
É desta freguesia que é originário o Leça Futebol Clube.
No andebol, o Clube de Andebol de Leça foi distinguido por mais do que uma vez pela Federação de Portuguesa de Andebol como o clube com mais praticantes a nível nacional. Na época de 2016/2017, o CALE teve em competição todos os escalões (a partir dos 6 anos de idade), quer no género masculino, quer no género feminino.

### Musica
As bandas Expensive Soul, Mundo Secreto e Souls of Fire.

### Cinema
Terra natal de Paulo MilHomens, nascido em 1971, montador e assistente de realização.

## Património
- Forte de Leça da Palmeira ou Forte de Nossa Senhora das Neves
- Piscina das Marés de Leça da Palmeira[5]
- Parque Municipal da Quinta da Conceição
- Casa-Museu da Quinta de Santiago
- Casa de Chá da Boa Nova
- Farol da Boa Nova, o segundo mais alto de Portugal
- Diversos patrimónios religosos tais como as capelas do Corpo Santo, de Santana e da Boa Nova.
- Praia de Leça da Palmeira

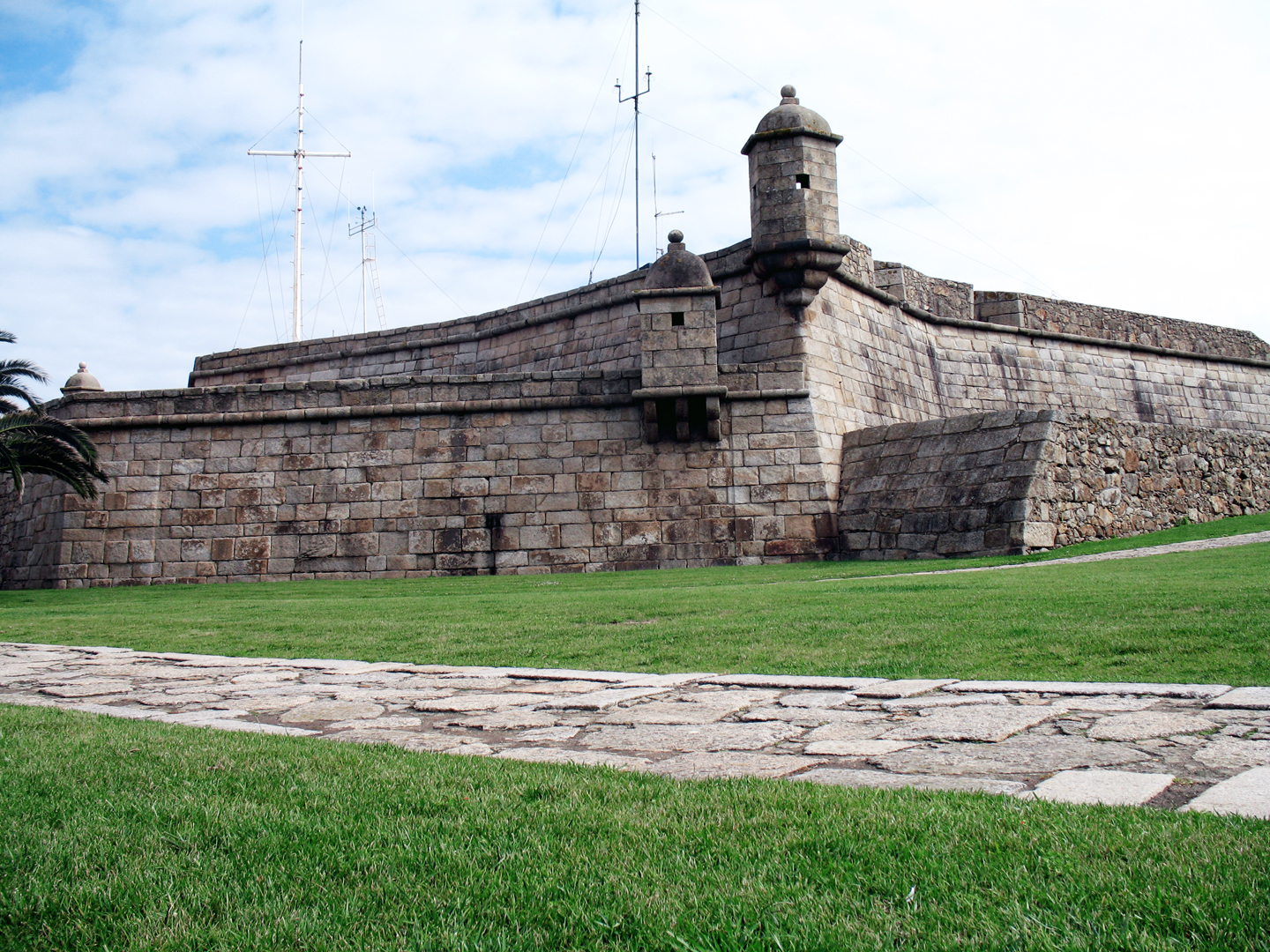
Forte de Leça da Palmeira
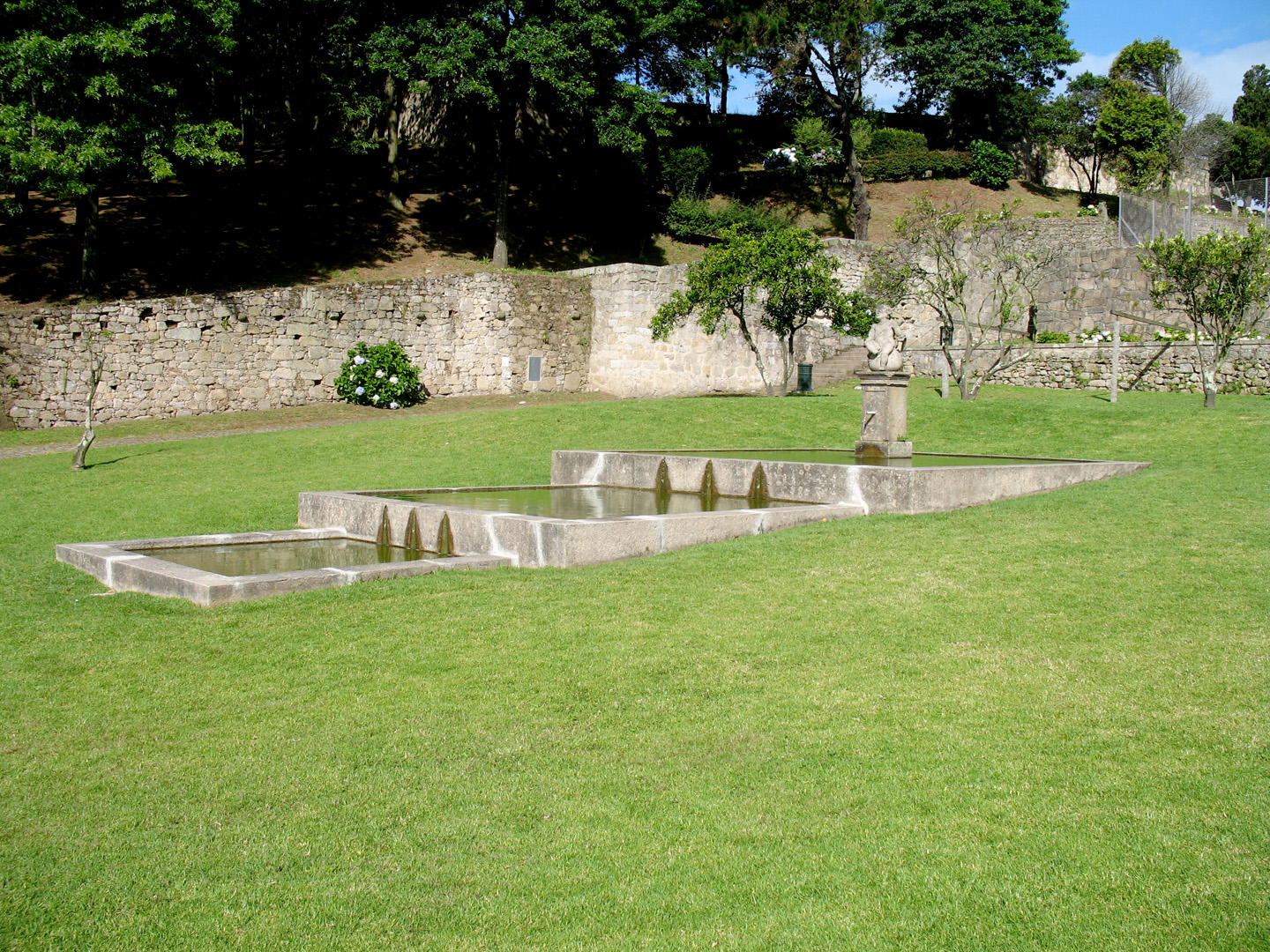
Quinta da Conceição
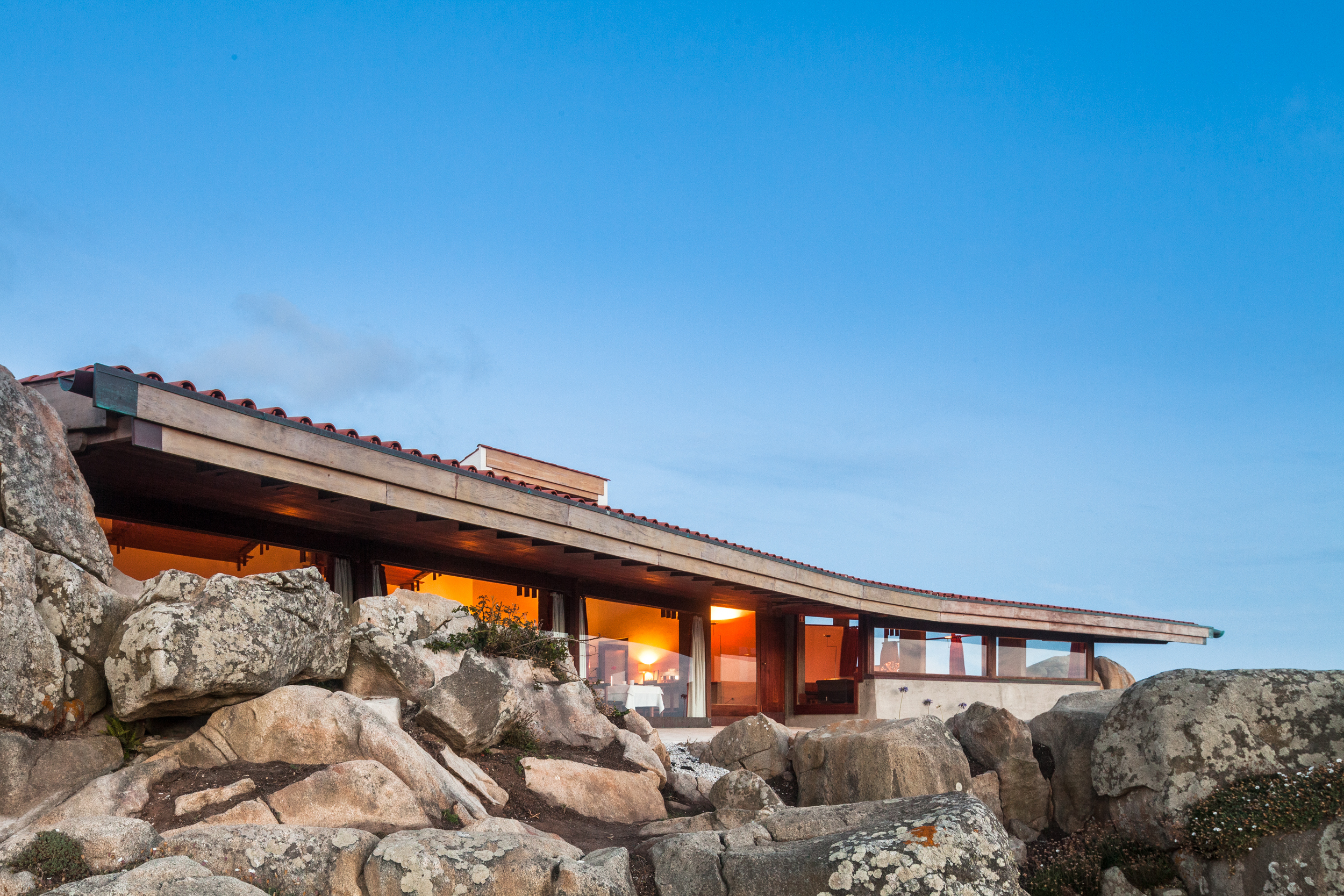
Casa de Chá da Boa Nova - Renovação em 2014
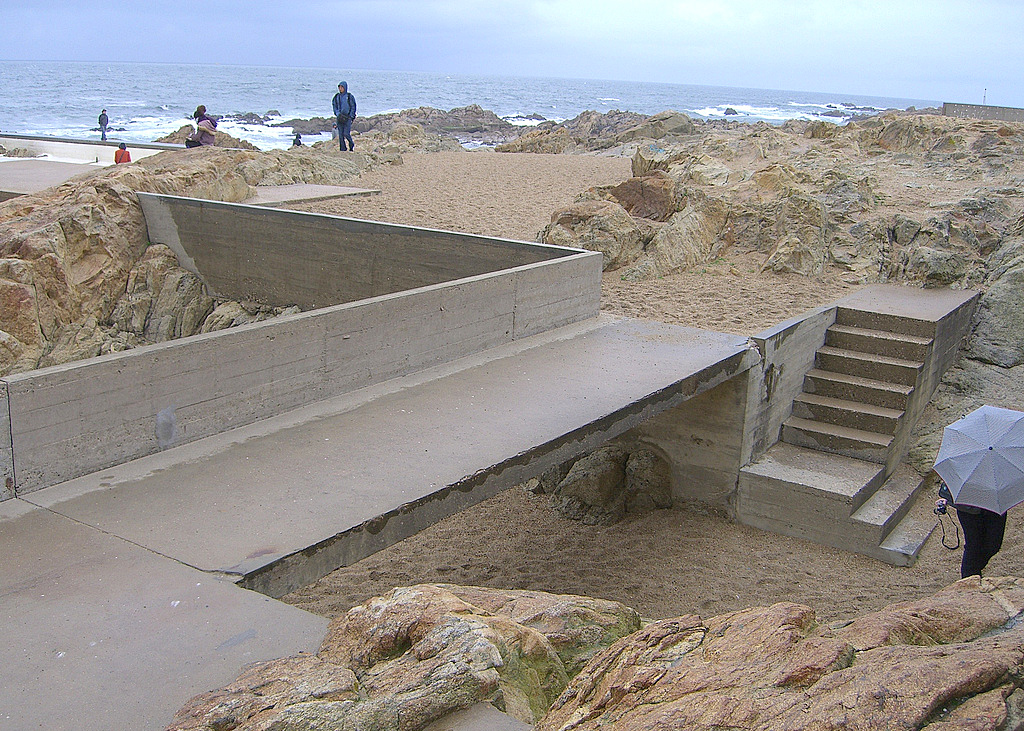
Piscina das Marés

## Política

### Eleições autárquicas
| Data | %     | M  | %       | M       | %       | M       | %       | M       | %     | M  | %       | M       | %     | M    | %   | M   |
| Data | PS    | PS | PPD/PSD | PPD/PSD | CDS-PP  | CDS-PP  | APU/CDU | APU/CDU | AD    | AD | PSD-CDS | PSD-CDS | B.E.  | B.E. | IND | IND |
| ---- | ----- | -- | ------- | ------- | ------- | ------- | ------- | ------- | ----- | -- | ------- | ------- | ----- | ---- | --- | --- |
| 1976 | 42,07 | 6  | 27,28   | 4       | 16,67   | 2       | 6,36    | 1       |       |    |         |         |       |      |     |     |
| 1979 | 41,76 | 8  | AD      | AD      | AD      | AD      | 12,80   | 2       | 43,98 | 9  |         |         |       |      |     |     |
| 1982 | 47,65 | 10 | 22,77   | 4       | 13,05   | 2       | 14,12   | 3       |       |    |         |         |       |      |     |     |
| 1985 | 46,29 | 7  | 30,46   | 5       | 5,07    | -       | 11,50   | 1       |       |    |         |         |       |      |     |     |
| 1989 | 54,92 | 8  | 31,24   | 4       | 3,50    | -       | 7,55    | 1       |       |    |         |         |       |      |     |     |
| 1993 | 57,02 | 8  | 26,04   | 4       | 5,57    | -       | 8,08    | 1       |       |    |         |         |       |      |     |     |
| 1997 | 48,12 | 7  | 27,38   | 4       | 6,62    | 1       | 12,84   | 1       |       |    |         |         |       |      |     |     |
| 2001 | 40,89 | 6  | CDS-PP  | CDS-PP  | PPD/PSD | PPD/PSD | 11,06   | 1       | 39,33 | 6  | 3,77    | -       |       |      |     |     |
| 2005 | 41,26 | 6  | CDS-PP  | CDS-PP  | PPD/PSD | PPD/PSD | 9,25    | 1       | 36,19 | 5  | 7,89    | 1       |       |      |     |     |
| 2009 | 35,43 | 6  | CDS-PP  | CDS-PP  | PPD/PSD | PPD/PSD | 4,89    | -       | 29,14 | 4  | 4,44    | -       | 22,94 | 3    |     |     |